# كولون سلفادوري
الكولون هو عملة السلفادور من عام 1892 حتى عام 2001، عندما استبدلت بالدولار الأمريكي خلال رئاسة فرانسيسكو فلوريس. وقسم الكولون إلى 100 سنتافوس وكان رمز أيزو الخاص به هو SVC. وسميت العملة باسم كريستوفر كولومبوس، المعروف باسم كريستوبال كولون باللغة الإسبانية.

## رمز العملة
يحتوي الرمز "₡" على نقطة ترميز موحد U+20A1، والتمثيل العشري هو 8353. في HTML يمكن إدخاله كـ &#8353;. ولا ينبغي الخلط بين علامة الكولون وعلامة السنت (¢)، التي لها نقطة رمز U+00A2 في الترميز الموحد (أو 162 في النظام العشري)، أو مع علامة سيدي ₵، التي لها نقطة رمز U+20B5 في الترميز الموحد (أو 8373 بالنظام العشري). ومع ذلك، يستخدم رمز السنت المتوفر بشكل شائع "¢" بشكل متكرر محليًا لتعيين النقطتين في علامات الأسعار والإعلانات.
|  |

## تاريخ
في الأول من أكتوبر عام 1892، قررت حكومة الرئيس كارلوس إيزيتا تسمية البيزو السلفادوري باسم "الكولون" تكريمًا لمكتشف أمريكا. وحل الكولون محل البيزو في عام 1919. وربط في البداية بالدولار الأمريكي بمعدل 2 كولون = 1 دولار. وتركت السلفادور معيار الذهب في عام 1931 وتعويمت قيمته.
في 19 يونيو 1934، تم إنشاء البنك المركزي باعتباره الهيئة الحكومية المسؤولة عن السياسة النقدية والهيئة الوحيدة المخولة بإصدار العملة في البلاد. وفي 1 يناير 2001، في ظل حكومة الرئيس فرانسيسكو فلوريس، دخل قانون التكامل النقدي حيز التنفيذ وسمح بالتداول الحر للدولار الأمريكي في البلاد (الدولرة)، بسعر صرف ثابت قدره 8.75 كولون.

## عملات معدنية
نظرًا لأن الكولون حل محل البيزو، فقد استمر إصدار العملات المعدنية من فئة 1 و5 سنتافو الصادرة قبل عام 1919 دون تغيير في التصميم بعد تقديم الكولون. في عام 1921، طرحت 10 سنتافو من النحاس والنيكل، تليها الفضة 25 سنتافو في عام 1943. وفي عام 1953، طرحت فئة 50 سنتافو من الفضة جنبًا إلى جنب مع فئة 25 سنتافو من الفضة الأصغر حجمًا. واستبدل كلاهما بعملات النيكل في عام 1970. وفي عام 1974، طرحت عملات النيكل والنحاس 2 و3 سنتافو، تليها عملات معدنية من فئة 1 كولون في عام 1984.

## الأوراق النقدية

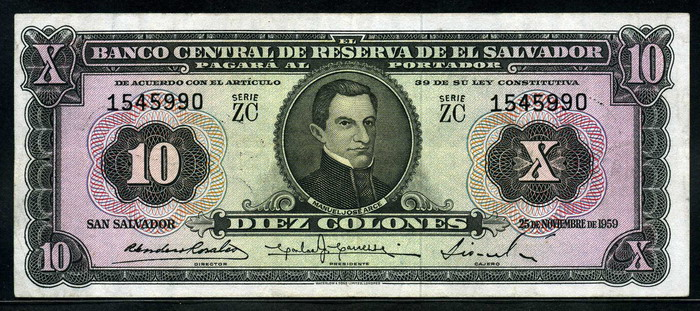
10 كولون الأوراق النقدية لعام 1959.

في 31 أغسطس 1934، طرح بنك الاحتياطي المركزي في السلفادور للتداول أول عائلة موحدة من الأوراق النقدية، وتتكون عائلة الأوراق النقدية الأولى من ست فئات: 1، 2، 5، 10، 25 و 100 كولون. سمح بنك الاحتياطي المركزي لاحقًا بإصدار أول ورقة نقدية من فئة 50 كولونًا في 3 مايو 1979، وأول ورقة نقدية من فئة 200 كولون في 18 أبريل 1997. وتمت الموافقة على آخر الأوراق النقدية ذات العمودين في 24 يونيو 1976، تليها الورقة النقدية ذات العمود الواحد في 3 يونيو 1982.
كانت الأوراق النقدية السلفادورية ملحوظة لوجود طباعة فوقية للتحقق على الجانب الخلفي، ومن عام 1961 إلى عام 2001، كانت هيئة الإشراف على بنك الاحتياطي المركزي (بالإسبانية: Superintendencia de Bancos y otras Instituciones Financieras) مسؤولة عن التحقق من صحة الأوراق النقدية.
توقفت عمليات التحقق من الصحة مع أحدث سلسلة من الأوراق النقدية في عام 1997، عندما طبعت الأوراق النقدية فقط بناءً على ترخيص من كل من البنك الاحتياطي المركزي وهيئة الرقابة، لكن الاختلافات بين التواريخ في الأمام والخلف ظلت حتى الدولرة.
| صورة | صورة | قيمة                         | اللون الأساسي | وصف               | وصف                                             |
| وجه  | عكس  | قيمة                         | اللون الأساسي | وجه               | عكس                                             |
| ---- | ---- | ---------------------------- | ------------- | ----------------- | ----------------------------------------------- |
|      |      | ₡ 1 (0.11 دولار أمريكي)      | أحمر          | كريستوفر كولومبوس | سد 5 نوفمبر                                     |
|      |      | ₡ 2 (0.23 دولار أمريكي)      | أرجواني       | كريستوفر كولومبوس | الكنيسة الاستعمارية في بانتشيمالكو              |
|      |      | ₡ 5 (0.57 دولار أمريكي)      | أخضر          | كريستوفر كولومبوس | بالاسيو ناسيونال                                |
|      |      | ₡ 10 (1.14 دولار أمريكي)     | أزرق          | كريستوفر كولومبوس | بركان دي إيزالكو (بركان إيزالكو)                |
|      |      | ₡ 25 (2.86 دولار أمريكي)     | ازرق سماوي    | كريستوفر كولومبوس | بيراميد دي سان أندريس                           |
|      |      | ₡ 50 (5.71 دولار أمريكي)     | أرجواني       | كريستوفر كولومبوس | لاغو دي كواتيبيكي                               |
|      |      | ₡ 100 (11.43 دولارًا أمريكيًا) | أخضر زيتوني   | كريستوفر كولومبوس | بيراميد ديل تازومال                             |
|      |      | ₡ 200 (22.86 دولارًا أمريكيًا) | بني           | كريستوفر كولومبوس | نصب تذكاري للمخلص الإلهي في العالم [الإنجليزية] |